# Dăeni
Dăeni – wieś w Rumunii, w okręgu Tulcza, w gminie Dăeni. W 2011 roku liczyła 2016 mieszkańców.